# روی بوئنو نیتو
روی بوئنو نیتو (به پرتغالی: Régis Amarante Lima de Quadros) مدافع اهل برزیل است که در شهر پورتو الگره، ریو گرانده جنوبی و در تاریخ ۳ اوت ۱۹۷۶ به دنیا آمده‌است.
روی بوئنو نیتو در تیم‌های فوتبال فلومیننزه سابقهٔ حضور دارد.